# Villa Rosa (Hannover)

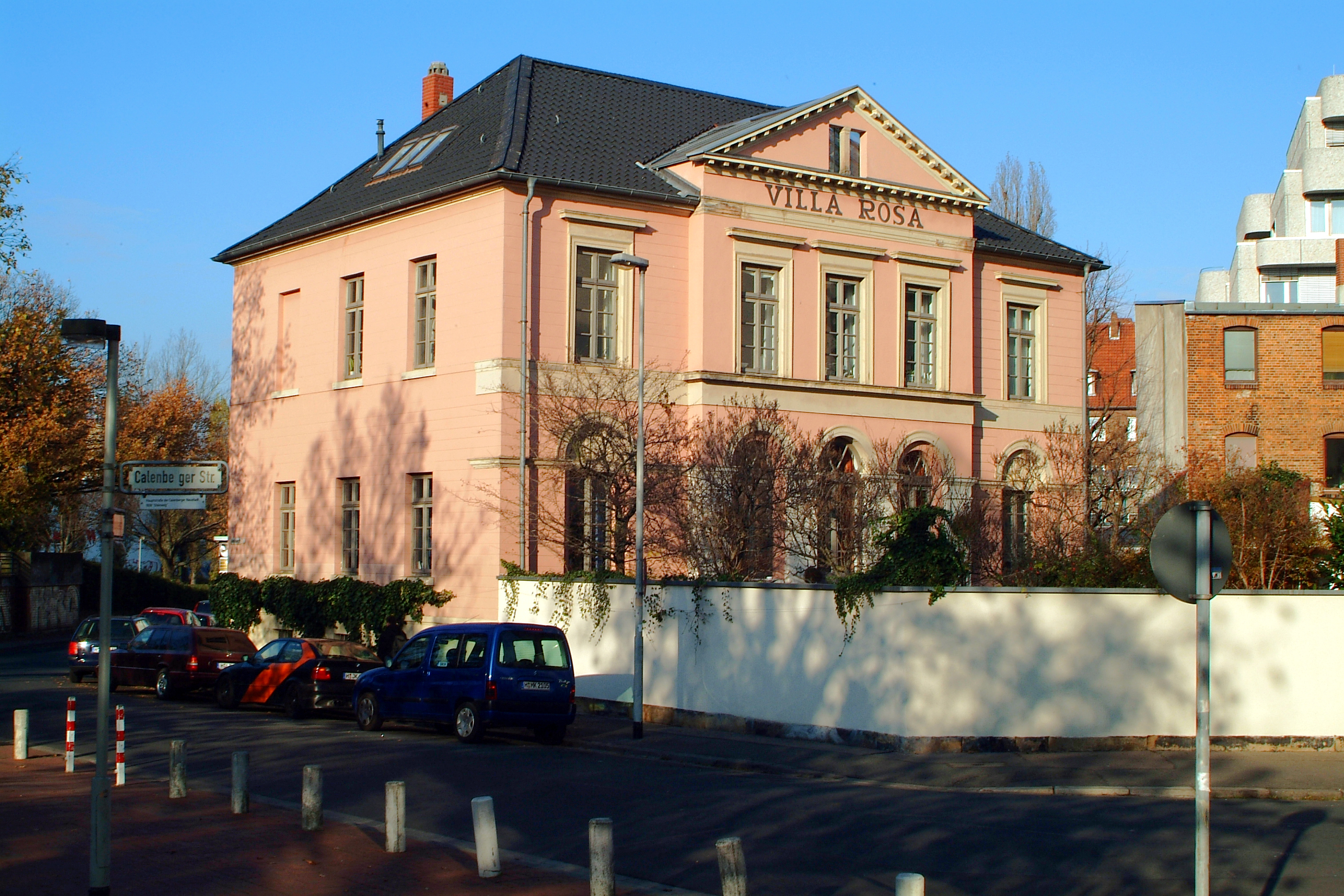
Villa Rosa nach der Sanierung

Die Villa Rosa in Hannover ist als denkmalgeschütztes „Gartenhaus“ das letzte seiner Art in der niedersächsischen Landeshauptstadt. Architekt der Villa aus der ersten Hälfte des 19. Jahrhunderts war Hofbaurat Georg Ludwig Friedrich Laves, nachdem Hofmaurermeister Ernst Ludwig Täntzel den Vorentwurf geliefert hatte. Standort des Gebäudes an der Glockseestraße 1 ist das Glocksee-Viertel im Stadtteil Calenberger Neustadt.

## Geschichte
Bereits um 1700 war die (heutige) Glockseestraße als Fahrweg vorhanden außerhalb der alten Stadtbefestigung Hannovers und der Calenberger Neustadt. Die Straße zweigte vor dem Calenberger Tor ab und wurde von einem Ravelin zunächst in die Nähe der Ihmebrücke gedrückt, wo sie dann längs der Ihme bis nach Norden an die Leine führte (der historische Straßenverlauf erscheint heute erst ab der Königsworther Straße weitgehend begradigt.).

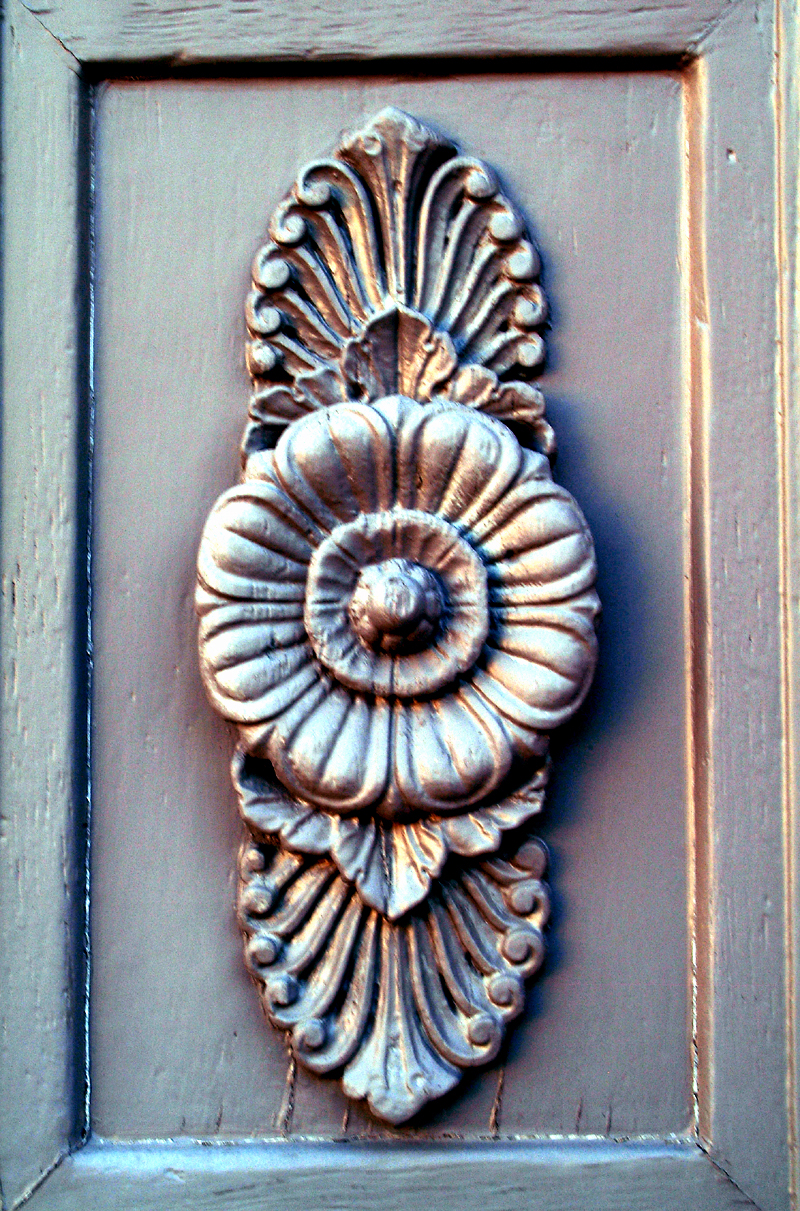
Klassizistische, geschnitzte Holzrosette an der Haustür der Villa Rosa

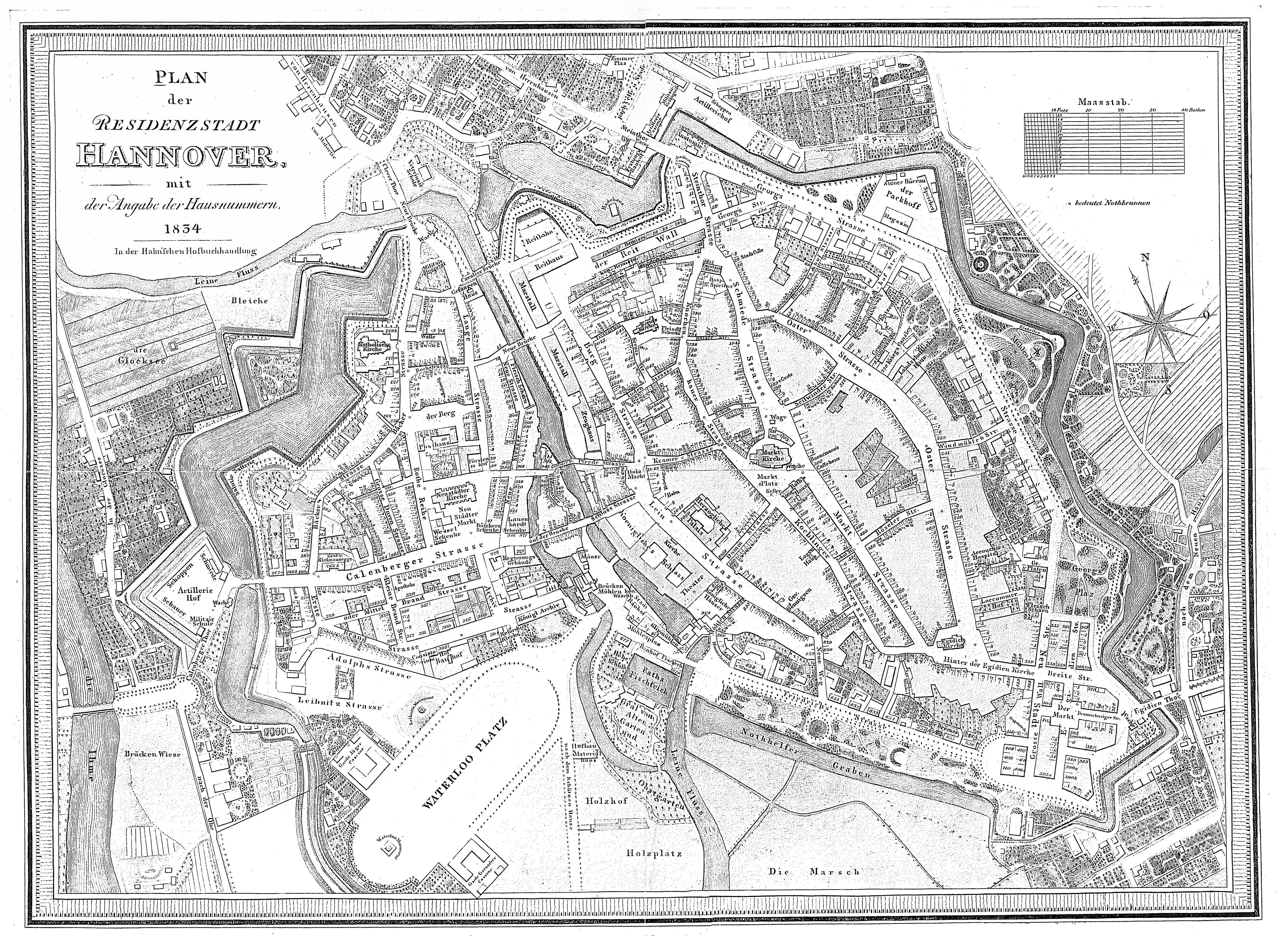
Der Stadtplan Hannover von 1834 zeigt nahe der Spitze des westlichsten Ravelins in der Verlängerung der Calenberger Straße, gegenüber dem „Artilleriehof“, das seinerzeit größere Gartengrundstück der hier „verdreht“ skizzierten Villa Rosa
Hahn’sche Hofbuchhandlung

Beiderseits der Straße lagen Gärten, die im 18. Jahrhundert mit Gartenhäusern versehen wurden: Mit dem Beginn der Industrialisierung wurde die Altstadt „im gleichen Maße, wie [... dort] arme Arbeiter, Handwerker und Angestellte Unterkunft fanden, [...] als Wohnort für die Oberschicht uninteressant.“ Daher wurden zwischen die bescheidenen, älteren Gartenhäuser repräsentative Lusthäuser gebaut, Dauerwohnungen für die Wohlhabenden im Grünen vor den Toren der Stadt, wie etwa die Villa Bella Vista und viele mehr. Außer der Villa Rosa hat sich davon jedoch nichts erhalten.
Nach Aussagen einer der letzten Besitzerinnen der Villa, Edith Meyer, habe ein Mitglied der Familie von Bohlen und Halbach die Villa Rosa für eine Mätresse in Auftrag gegeben.
Erst in den 1980er Jahren konnte die Urheberschaft von Laves, die bis dahin „nur als Vermutung existierte“, anhand von Grundrissen und Zeichnungen aus seinem Nachlass rekonstruiert werden. Anhand von Vergleichen wurde der mit „Ungeschicklichkeiten“ behaftete Vorentwurf als von Hofmaurermeister Taentzel identifiziert. Taentzel plante den Bau auf einem keilförmigen Gartengrundstück, das mit seinem breiten Ende an der Ecke zur Glockseestraße dicht herangerückt war an die Kontereskarpe der damals dort noch immer vorhandenen Stadtbefestigung: Der ehemals militärische Glocksee-Ravelin wandelte sich seinerzeit gerade von der Artillerieschule zur Marieninsel, einem Park-Insel mit Restauration und Freilichttheater.

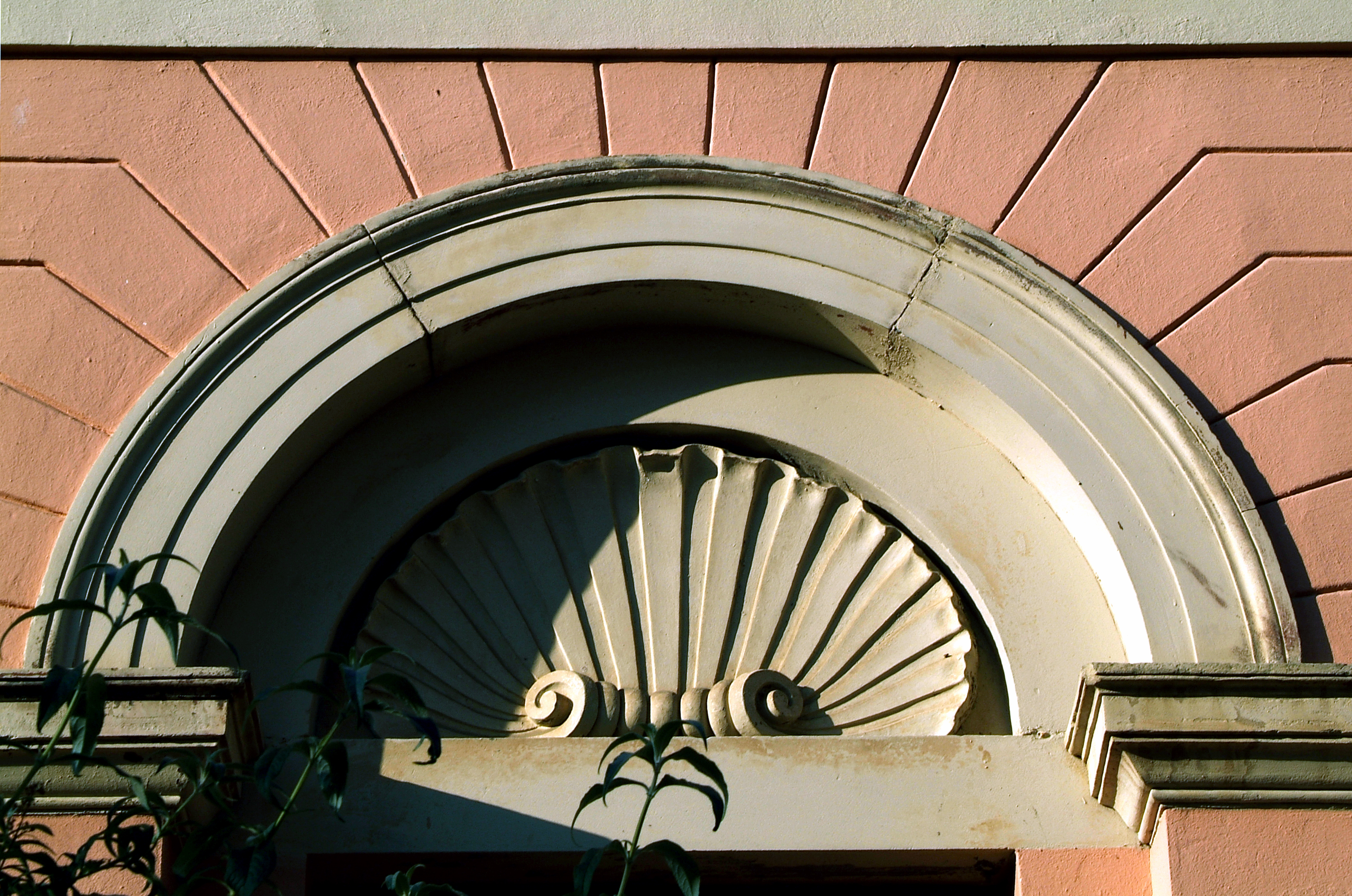
Stilisierte Muschelbekrönung und zarte Bänderrustika

Ähnlich wie schon bei der ersten nachgewiesenen Zusammenarbeit zwischen Taentzel und Laves von 1827 überarbeitete Laves den Vorentwurf der Villa Rosa, indem er zunächst den Grundriss um 180 Grad drehte. So zeigte der Gartensalon mit der Terrasse nicht mehr auf den biedermeierlichen ehemaligen Garten auf der kalten Nordseite, sondern auf die Südseite mit Aussicht auf den Stadtgraben. Taentzels Vorentwurf – nach den Regeln des goldenen Schnitts – veränderte Laves in den äußeren Maßen kaum: Die Umgestaltung zu seinem „unverkennbar eigenen Entwurf“ erfolgte über eine Vereinfachung der Fassade mit verfeinerter Linienführung.
Nach der Fertigstellung der Villa bezog der Leiter der Generalsteuerkasse, Friedrich Christian August Eisendecher 1830 das Sommerhaus in der Vorstadt und nahm es laut dem Adressbuch der Stadt Hannover 1836 offensichtlich als Hauptwohnung, die er dann mit seiner Ehefrau Henriette Friederike Ramberg bewohnte.

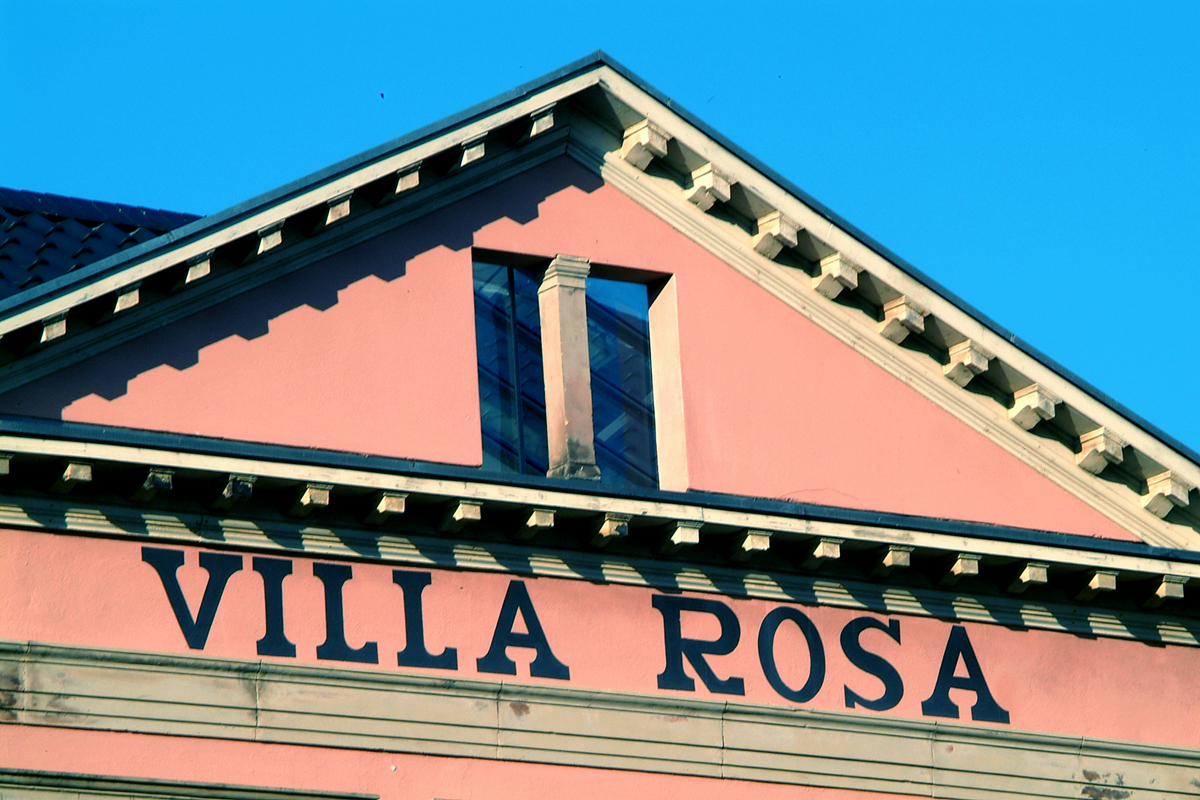
Gedruckt erschien der Name Villa Rosa erstmals 1844 im Adressbuch der Stadt Hannover

Nach dem Tod Eisendechers verkaufte die Witwe das Haus an den Wirklichen Geheimen Rat Freiherrn Friedrich Kress von Kressenstein, hinter dem im Adressbuch 1844 erstmals der Name „Villa Rosa“ gedruckt erschien. Der Freiherr bewohnte die Villa zunächst nur im Sommer. 1855 ging das Gartenhaus über an Leopold Hurtzig (* 28. August 1796 in Celle, † 9. Mai 1858 in Linden, Vater des Industriellen Fritz Hurtzig).
Währenddessen konzentrierten sich immer neue Industrien an beiden Ufern der nahegelegenen Ihme auf Kosten der schwindenden Gärten in der Glocksee. So hatte der Lindener Unternehmer Johann Egestorff schon 1826 ein Grundstück verkauft an Imperial Continental Gas Association, die sich seitdem unter anderem auf dem östlichen Ihmeufer fast von der (heutigen) Königsworther Straße immer weiter ausbreitete in Richtung Rückerstraße. Daran reihten sich Industrien wie etwa die Franz Heuser & Co., Hannoversche Kohlensäure-Industrie und Metallwaaren-Fabrik.
Durch die Zuschüttung des Stadtgrabens und der Anlage der darüber führenden Humboldtstraße ab 1870 gewann die östliche Glocksee als Gelände für Neubauten an Wert. Als einziges Gartenhaus im Humboldtstraßenviertel und der „Vorstadt Glocksee“ entging die Villa Rosa dem Abbruch. Auf die Erben der Familie Hurtzig folgte 1878 die Erbengemeinschaft des Hofmaurermeisters Marx. und schließlich war der ehemalige „Eisendecher'sche Garten“ bis auf einen kleinen Rest Mitte der 1880er Jahre in dem parzellierten Block zwischen Glocksee-, Wieland- und Humboldtstraße verschwunden.
1898 wurde das Gebäude an den Holzhändler Louis Treitel verkauft, der seinen Wohnsitz in Berlin hatte, und um die Jahrhundertwende wurde der Umbau von der großzügigen Gartenvilla zum Mietshaus: Ein separater Treppenhaus-Anbau an der Rückseite des Hauses ermöglichte im Innern abgeschlossene Wohnungen, in denen fünf Mietparteien wohnten. 1929 wurde das Haus an den Spedition Karl Heinrich Meyer verkauft, der seine Wohnung mit Büro im Erdgeschoss nahm. Im Besitz seiner Familie blieb das Gebäude mit dem heutigen Gartengrundstück über drei Generationen.
Nach dem Ersten Weltkrieg wurde das der Villa gegenüberliegende Ufer der Ihme für weitere Industrieansiedlungen aufgeschüttet.

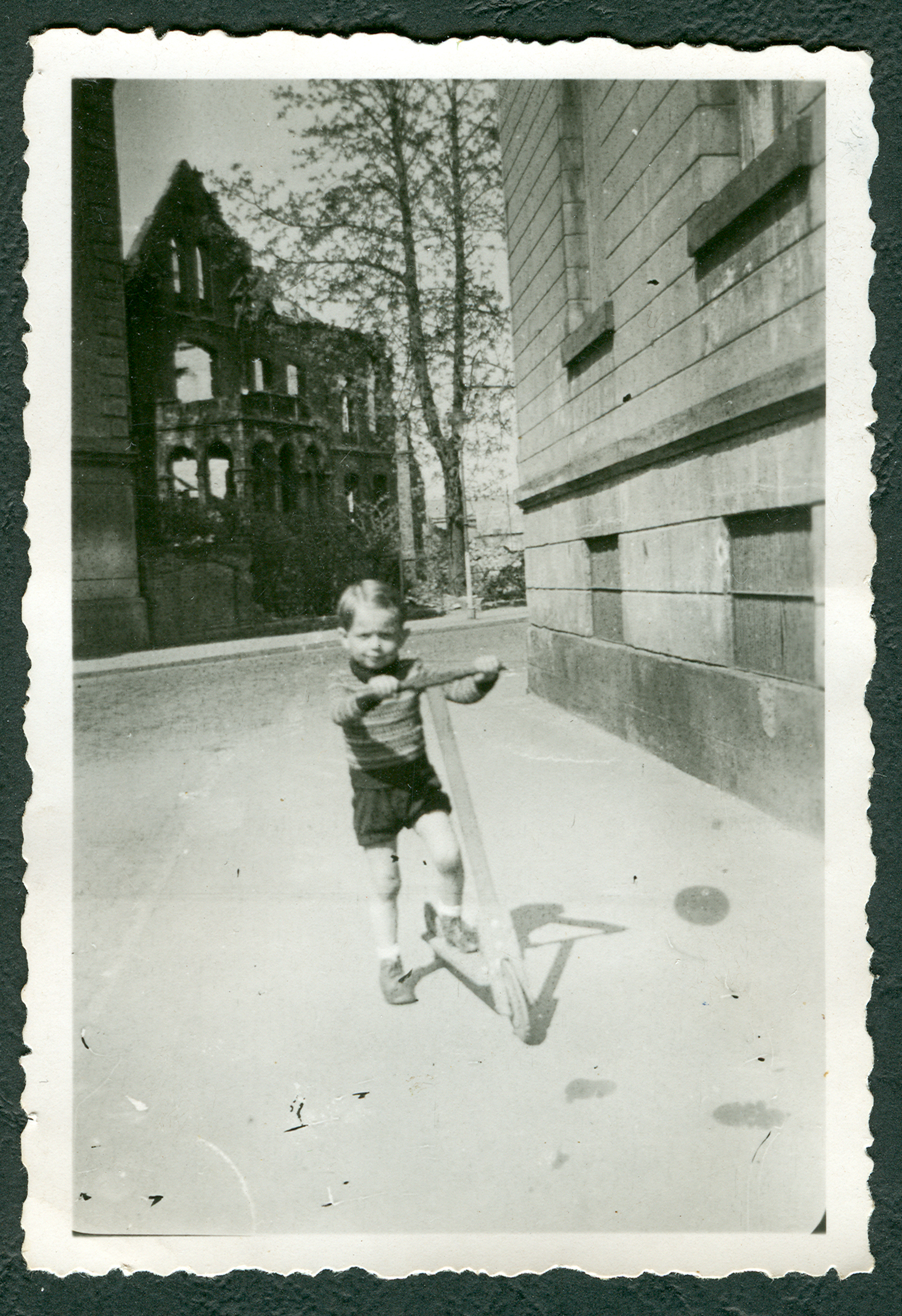
Ende der 1940er Jahre: Kind mit Tretroller vor der Villa Rosa; im Hintergrund eine Ruine des Krieges

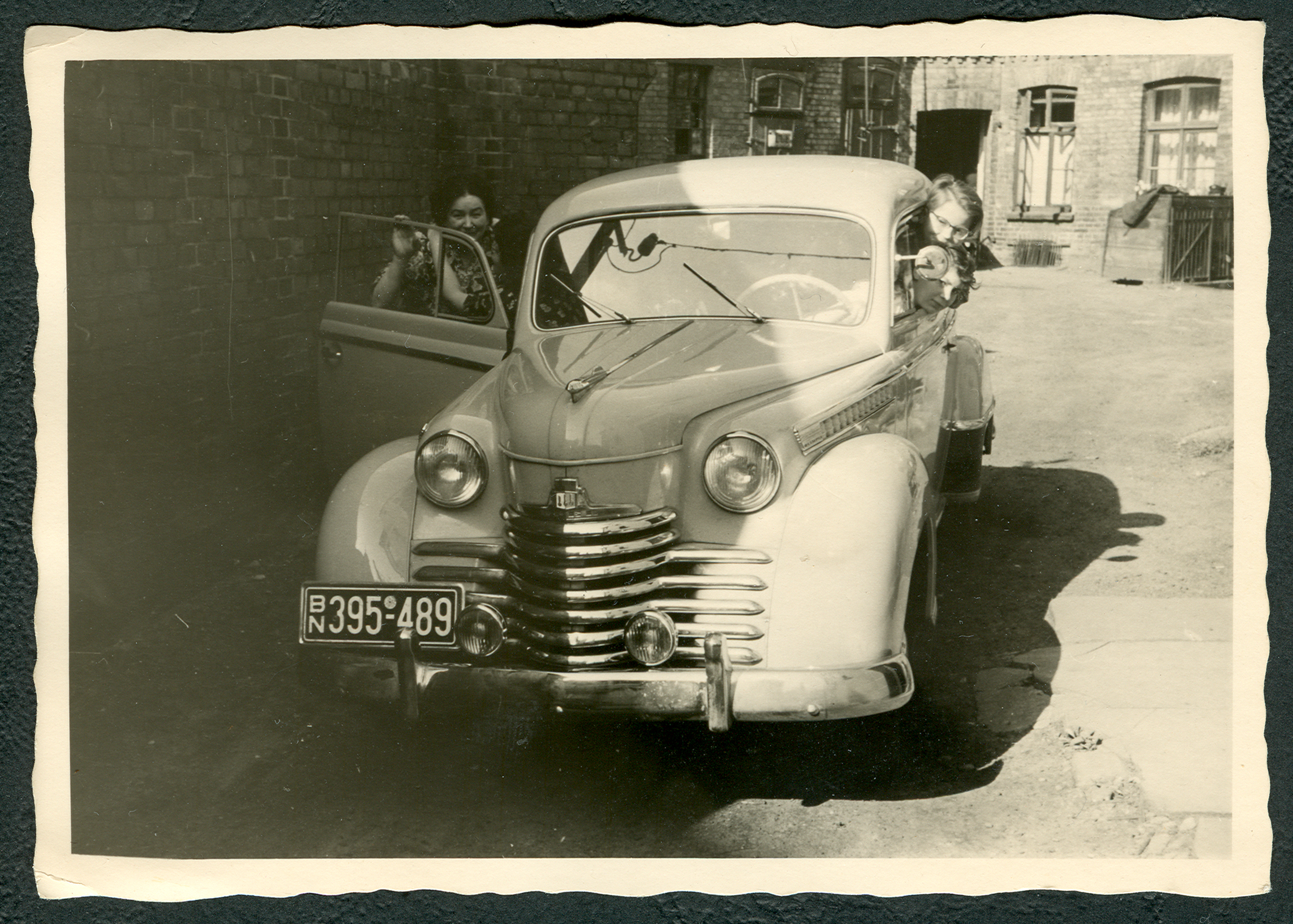
Wiederaufbaujahre: Familie in einem Opel im dicht mit ärmlichen Behausungen bestandenen Hof der Villa

Durch die Luftangriffe auf Hannover im Zweiten Weltkrieg nahm die Villa Rosa vergleichsweise geringen Schaden – von den Gebäuden im Umfeld blieb mitunter kaum eine Fassade stehen.

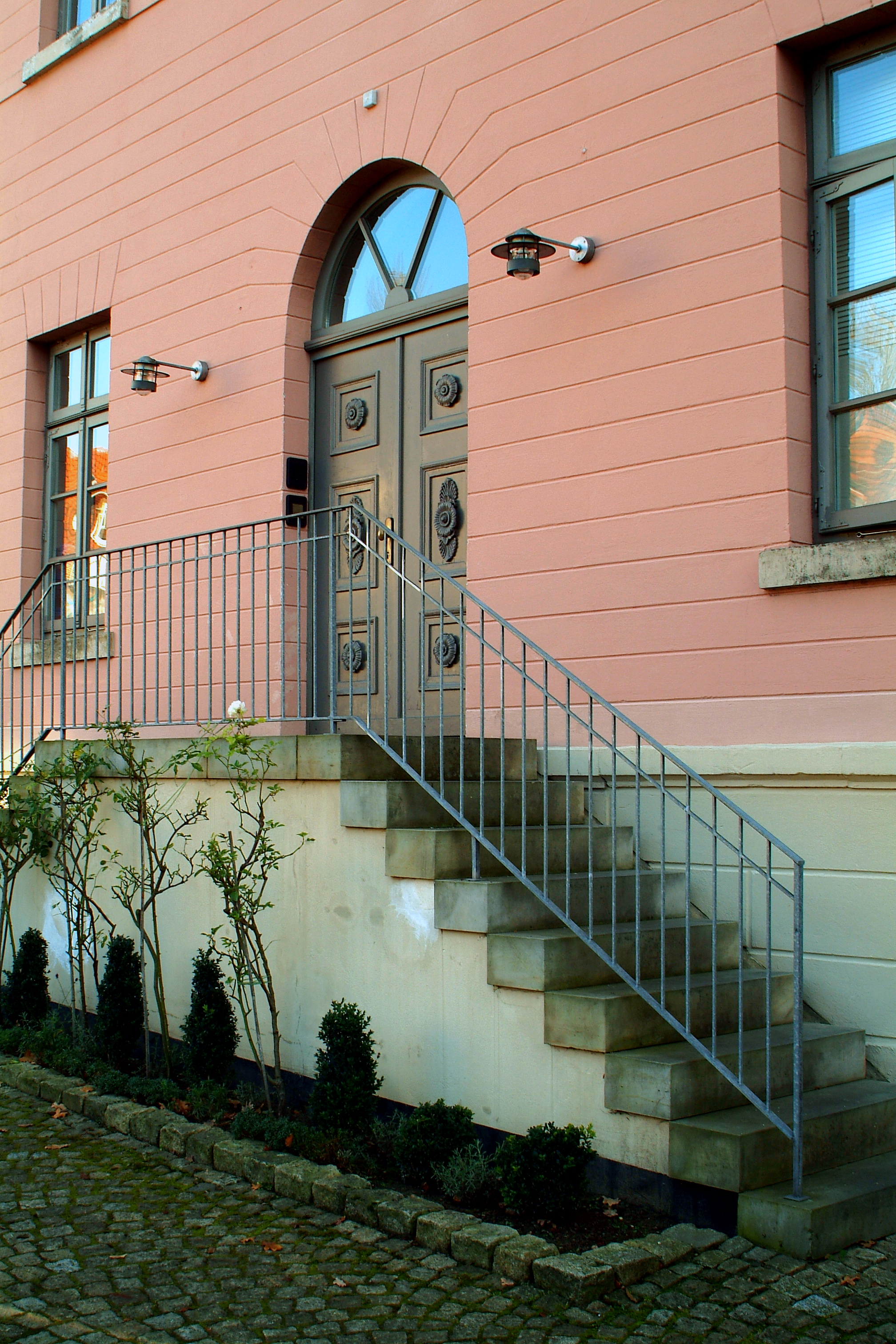
Die 1989/90 vereinfacht rekonstruierte Freitreppe zum ehemaligen Hauseingang

In den Jahren 1989/90 wurde die Villa Rosa teilweise nach den alten Plänen von Laves rekonstruiert.

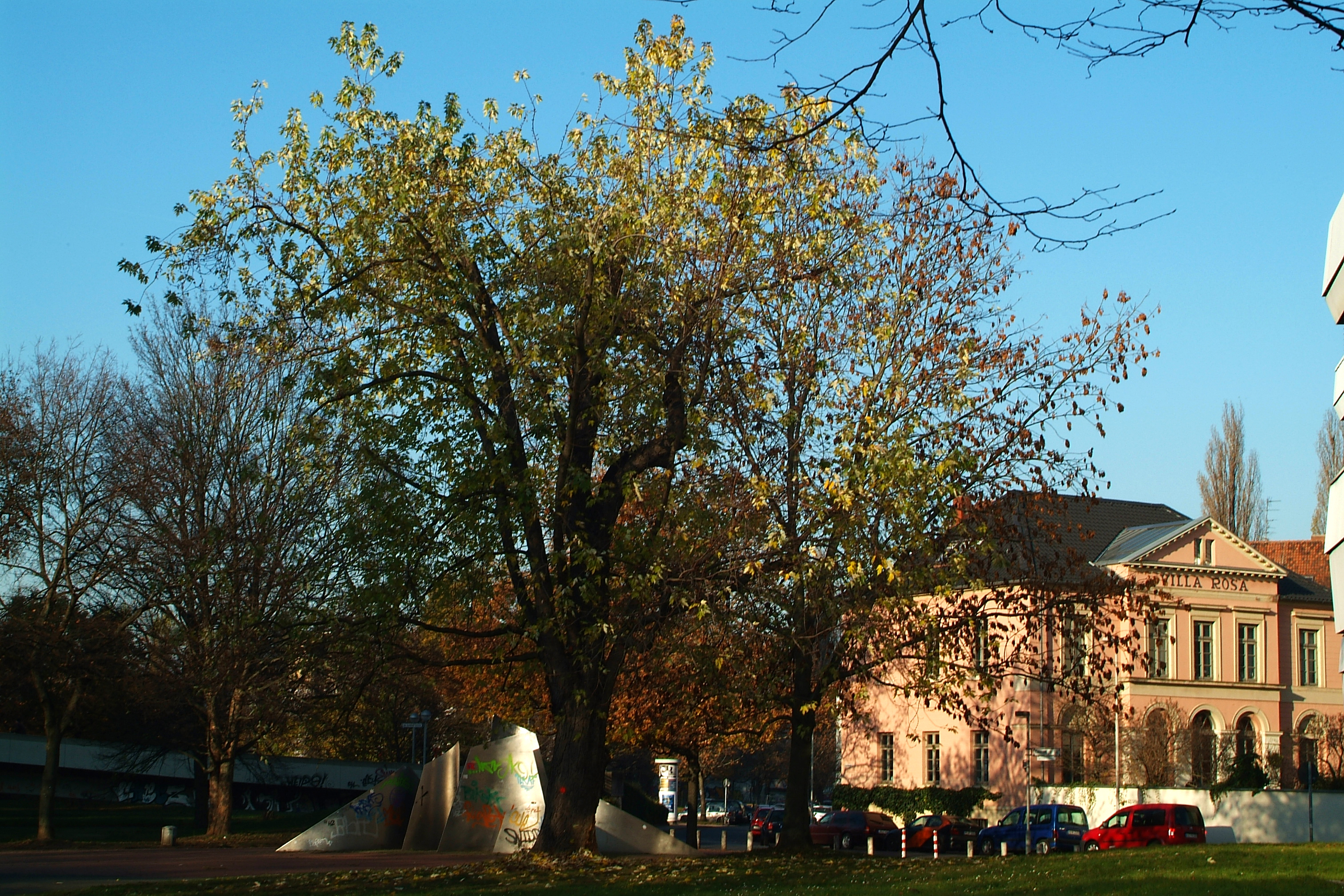
Blick vom Peter-Fechter-Ufer mit der Skulptur Die Begehbare, 2011

## Baubeschreibung
Die klassizistische Villa ist ein 3:5-achsiger Putzbau über zwei Geschosse auf Kellersockel und unter Sattelwalmdach. Die Haupt- und Gartenseite ist nach Südosten gewandt und zeichnet sich durch einen dreiachsigen, glatt geputzten Mittelrisalit aus mit Bogenstellung im Erdgeschoss und einem Giebel in Dreiecksform. Während die Fenster des Obergeschosses jeweils durch eine gesimsförmige Verdachung abschließen, nehmen die äußeren Fenster die Bogenform mit Muschelbekrönung auf. In einem feinen Kontrast zu dem Mittelrisalit sind die daran anstoßenden Wände mit einer zarten Bänderrustika versehen.